# Castelnau-d'Aude
Castelnau-d'Aude é uma comuna francesa na região administrativa de Occitânia, no departamento de Aude. Estende-se por uma área de 7,38 km². Em 2010 a comuna tinha 506 habitantes (densidade: 68,6 hab./km²).